# Freccia del Brabante 2017
La Freccia del Brabante 2017, cinquantasettesima edizione della corsa e valevole come evento dell'UCI Europe Tour 2017 categoria 1.HC, si svolse il 12 aprile 2017 su un percorso di 197 km, con partenza da Lovanio e arrivo a Overijse, in Belgio. La vittoria fu appannaggio dell'italiano Sonny Colbrelli, il quale completò il percorso in 4h44'16", alla media di 41,566 km/h, precedendo il ceco Petr Vakoč e il belga Tiesj Benoot.
Sul traguardo di Overijse 127 ciclisti, su 186 partiti da Lovanio, portarono a termine la competizione.

## Squadre e corridori partecipanti
| N.      | Cod. | Squadra                         |
| ------- | ---- | ------------------------------- |
| 1-8     | QST  | Quick-Step Floors               |
| 11-17   | TBM  | Bahrain-Merida Pro Cycling Team |
| 21-28   | BMC  | BMC Racing Team                 |
| 31-37   | CDT  | Cannondale-Drapac               |
| 41-48   | LTS  | Lotto-Soudal                    |
| 51-58   | ORS  | Orica-Scott                     |
| 61-68   | DDD  | Team Dimension Data             |
| 71-78   | TLJ  | Team Lotto NL-Jumbo             |
| 81-88   | SUN  | Team Sunweb                     |
| 91-98   | ABS  | Aqua Blue Sport                 |
| 101-108 | BRD  | Bardiani-CSF                    |
| 111-118 | CCC  | CCC Sprandi Polkowice           |

| N.      | Cod. | Squadra                      |
| ------- | ---- | ---------------------------- |
| 121-127 | COF  | Cofidis                      |
| 131-138 | DEN  | Direct Énergie               |
| 141-148 | FVC  | Fortuneo-Vital Concept       |
| 151-158 | GAZ  | Gazprom-RusVelo              |
| 161-168 | ICA  | Israel Cycling Academy       |
| 171-178 | MZN  | Manzana Postobón Team        |
| 181-188 | RNL  | Roompot-Nederlandse Loterij  |
| 191-198 | SVB  | Sport Vlaanderen-Baloise     |
| 201-208 | TNN  | Team Novo Nordisk            |
| 211-218 | VWC  | Vérandas Willems-Crelan      |
| 221-228 | WGG  | Wanty-Groupe Gobert          |
| 231-238 | WVA  | WB Veranclassic Aqua Protect |

## Ordine d'arrivo (Top 10)
| Pos. | Corridore          | Squadra      | Tempo    |
| ---- | ------------------ | ------------ | -------- |
| 1    | Sonny Colbrelli    | Bahrain-Mer. | 4h44'16" |
| 2    | Petr Vakoč         | Quick-Step   | s.t.     |
| 3    | Tiesj Benoot       | Lotto        | s.t.     |
| 4    | Tim Wellens        | Lotto        | s.t.     |
| 5    | Bert-Jan Lindeman  | Lotto NL     | s.t.     |
| 6    | C. Juul Jensen     | Orica        | s.t.     |
| 7    | Dries Devenyns     | Quick-Step   | s.t.     |
| 8    | Silvan Dillier     | BMC          | s.t.     |
| 9    | Victor Campenaerts | Lotto NL     | a 6"     |
| 10   | Laurens De Plus    | Quick-Step   | s.t.     |